# Anissa
Anissa ist ein weiblicher Vorname.

## Herkunft und Bedeutung
Anissa ist eine durch die französische Orthografie beeinflusste Schreibvariante des arabischen Vornamens Anisa (arabisch أنيسة). Eine weitere Variante ist Anyssa.

## Namensträgerinnen
- Anissa Jones (1958–1976), US-amerikanische Filmschauspielerin
- Anissa Kate (* 1987), französische Pornodarstellerin
- Anissa Khelfaoui (* 1991), algerische Fechterin
- Anissa Lahmari (* 1997), französisch-marokkanische Fußballspielerin
- Anissa Maoulida (* 1997), komorische Fußballspielerin und -trainerin
- Anissa Tann-Darby (* 1967), australische Fußballspielerin
- Anissa Urtez (* 1995), mexikanisch-US-amerikanische Softballspielerin